# Eilema fletcheri
Eilema fletcheri là một loài bướm đêm thuộc phân họ Arctiinae, họ Erebidae.